# Wanda Coleman
Wanda Coleman (ur. 13 listopada 1946 w Los Angeles, zm. 22 listopada 2013 tamże) – amerykańska poetka.

## Wyróżnienia
W 1976 roku została uhonorowana nagrodą Emmy jako najlepszy pisarz dramatyczny za Days of Our Lives i nagrodą Lenore Marshall Poetry Prize. W 2001 roku została nominowana do nagrody National Book Award.